# Temple de Zeus à Strátos
Le temple de Zeus à Strátos (grec moderne : Ναός Στρατίου Διός) est un ancien temple grec dédié à Zeus Strátos, situé dans la polis de Strátos, en Grèce,. Ses ruines sont situées dans la municipalité d'Agrínio, à une distance d'environ 600 mètres au nord-ouest du village actuel de Strátos.

## Histoire
La construction du temple de Zeus à Strátos commence au tout début de la période hellénistique, vers 321 av. J.-C. Le temple n'a apparemment jamais été entièrement achevé en raison de la guerre entre Strátos et l'Étolie,.

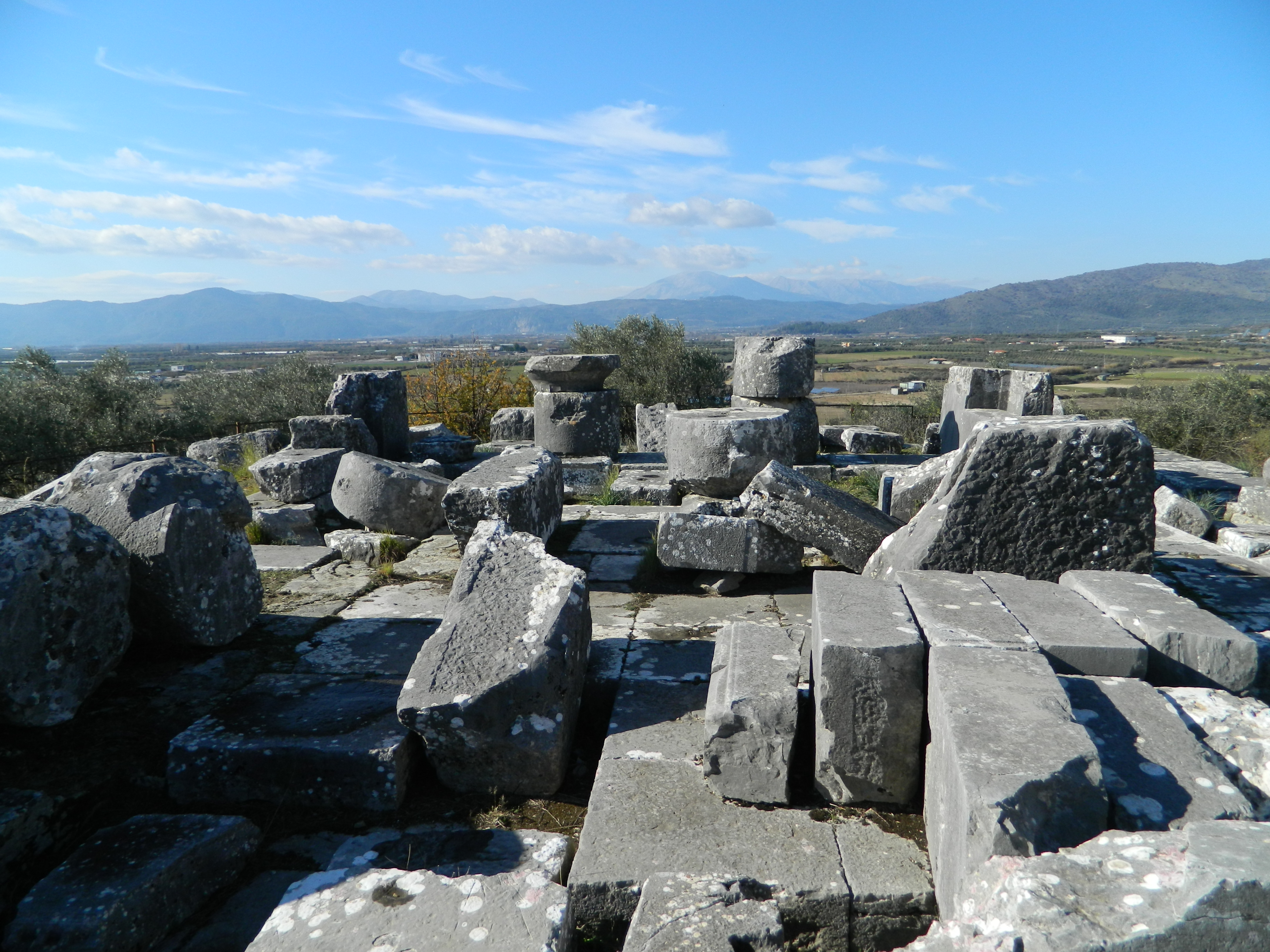
Vue des ruines du temple de Strátos.

Des fouilles archéologiques du temple sont menées par l'École française d'Athènes en 1924. L'institut finlandais d'Athènes réalise une reconstruction en hauteur du temple sur la base d'un remesurage des vestiges du temple en 2000-2001, sous la supervision de Jari Pakkanen. Parallèlement, une modélisation informatique tridimensionnelle du temple est réalisée,.

## Description

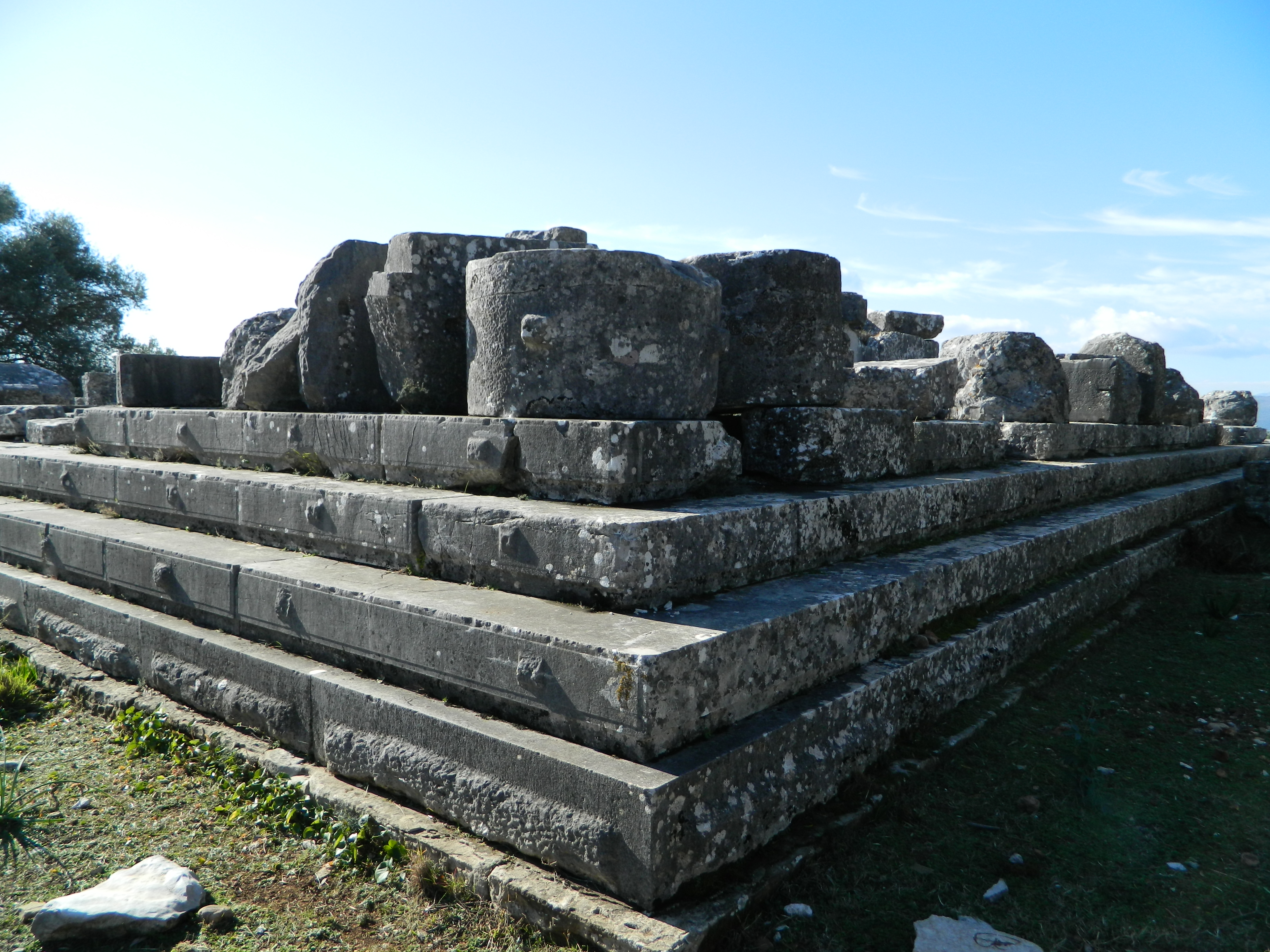
Vue d'angle du temple. L'état inachevé du bâtiment est visible dans les saillies restantes dans les pierres de construction.

Le temple de Zeus est situé dans la partie nord-ouest de la zone fortifiée de Strátos. Le bâtiment du temple est de type périptère avec un stylobate mesurant environ 16,6 × 32,4 mètres. Sur le plan architectural, le temple représente à bien des égards la période de transition de son époque, au tournant des périodes classique et hellénistique, et ressemble à bien des égards aux temples de la fin de la période classique dans la région du Péloponnèse. Le temple est de style hexastyle, c'est-à-dire qu'il possède six colonnes à chaque extrémité de la façade, tandis que les côtés les plus longs disposent de 11 colonnes. Le nombre total de colonnes (péristasis) sur la façade est donc de 30, représentant le style dorique,.
À l'intérieur de la colonnade, le temple possède un naos, un pronaos et un opisthodome, chacun avec deux colonnes devant lui. Le style architectural du temple est ionique, tandis que les colonnes du naos sont de style corinthien. Le temple combine ainsi les trois styles grecs. Le temple est construit en pierre calcaire blanche locale,.
L'estimation de la hauteur du temple nécessite des études détaillées. Chaque colonne dispose de neuf tambours de colonne. Cependant, selon Pakkanen, le temple est conçu à l'origine pour être plus haut, avec dix tambours sur chaque colonne, d'après les mesures. À un moment donné, le plan est modifié et le temple est rendu plus bas, laissant les colonnes de neuf tambours de haut. Pakkanen suggère que la raison est un manque de fonds. La hauteur des colonnes est estimée à environ 7,9 mètres et la hauteur prévue à environ 8,7 mètres. Les dimensions des parties du temple semblent être basées sur une unité de mesure locale de 10,53 cm, qui semble correspondre à un tiers d'un pied local (31,6 cm),.

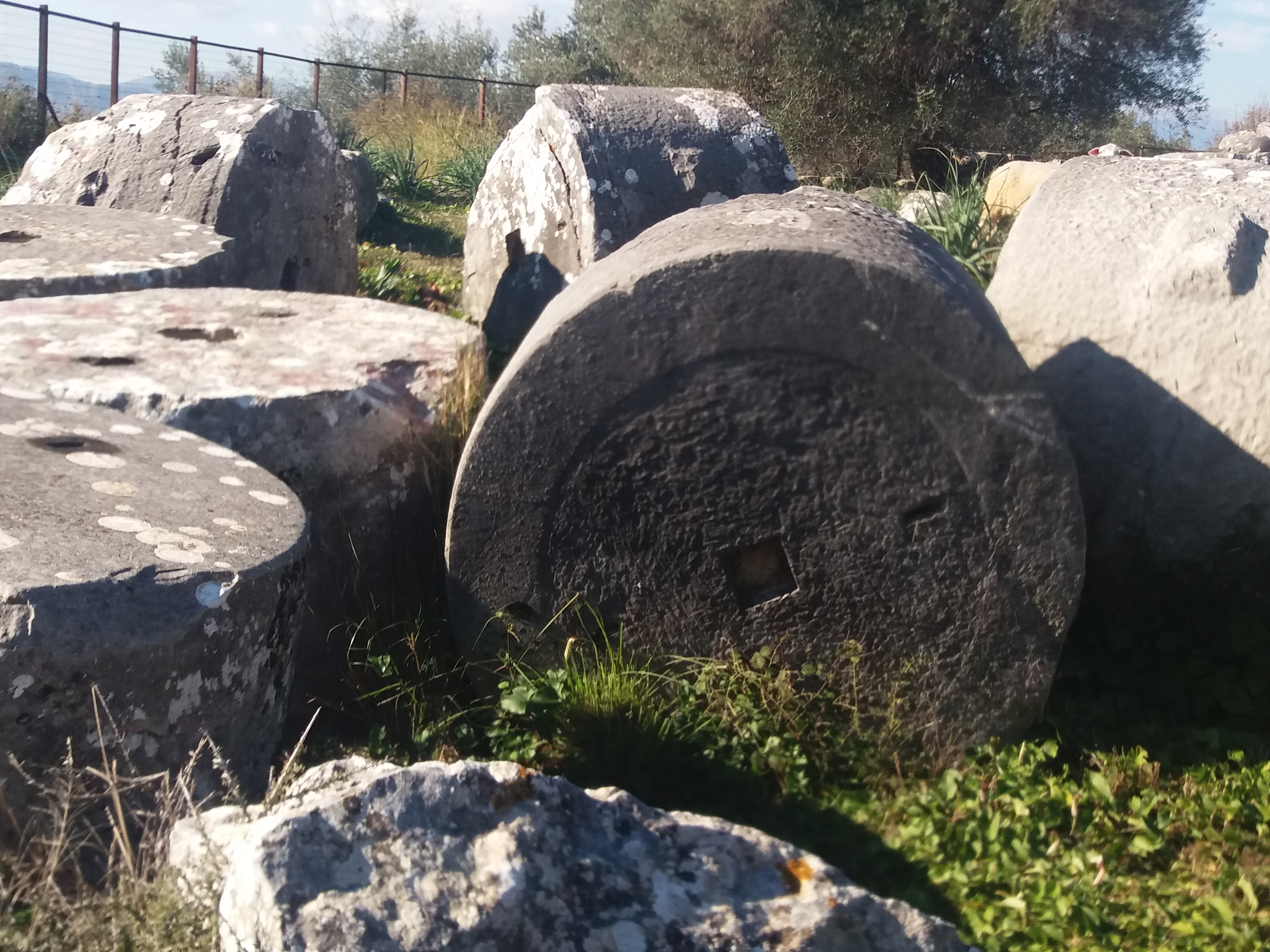
Tambours de colonne non rainurés du temple.

Les fondations du temple sont conservées, ainsi qu'au moins 113 tambours de colonnes, 11 chapiteaux et autres éléments structurels. L'état d'inachèvement du bâtiment se reflète dans le fait que les colonnes ne sont pas rainurées, c'est-à-dire qu'elles n'ont pas de cannelures, et que les saillies nécessaires pour leur déplacement pendant la construction ne sont pas enlevées.